# 移动用户目标系统

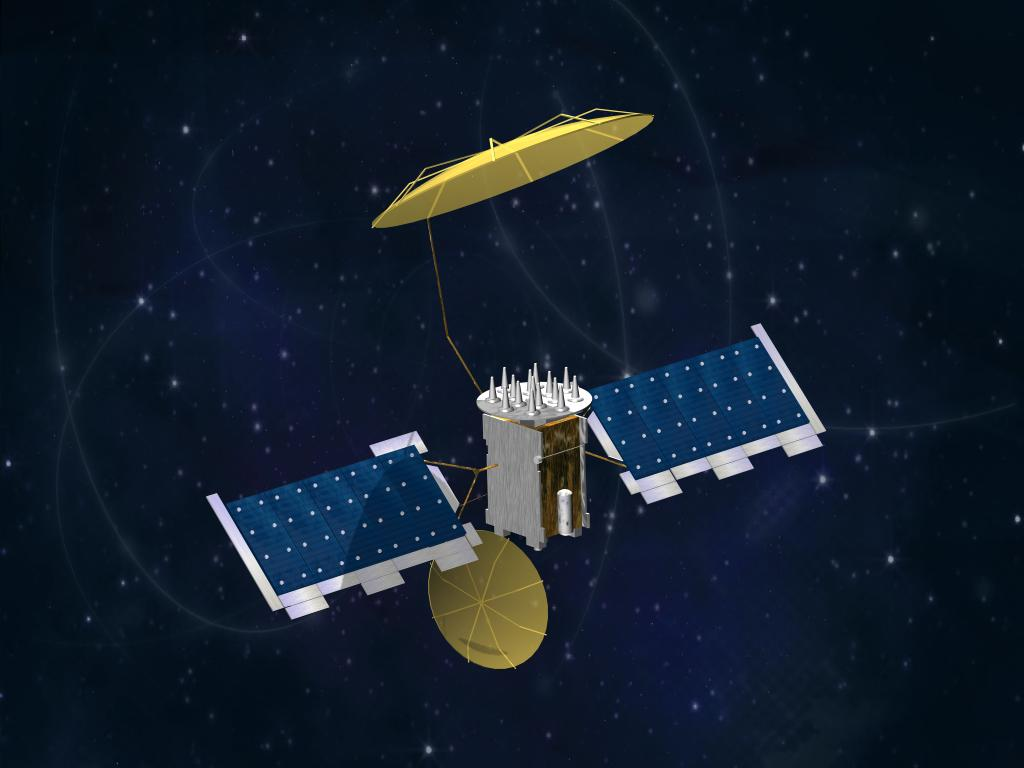
MUOS卫星的3D模型

移动用户目标系统（Mobile User Objective System，缩写MUOS）是一种窄带军用通訊衛星系统，其在特高頻支持一个全球多用户多业务服务。该系统增强了对新型、小型终端的通信能力，并仍保持与传统终端的互操作性。移动用户目标系统在设计上是为支持需要更高移动性、更高比特率以及改进操作可用性的用户。

## 概述

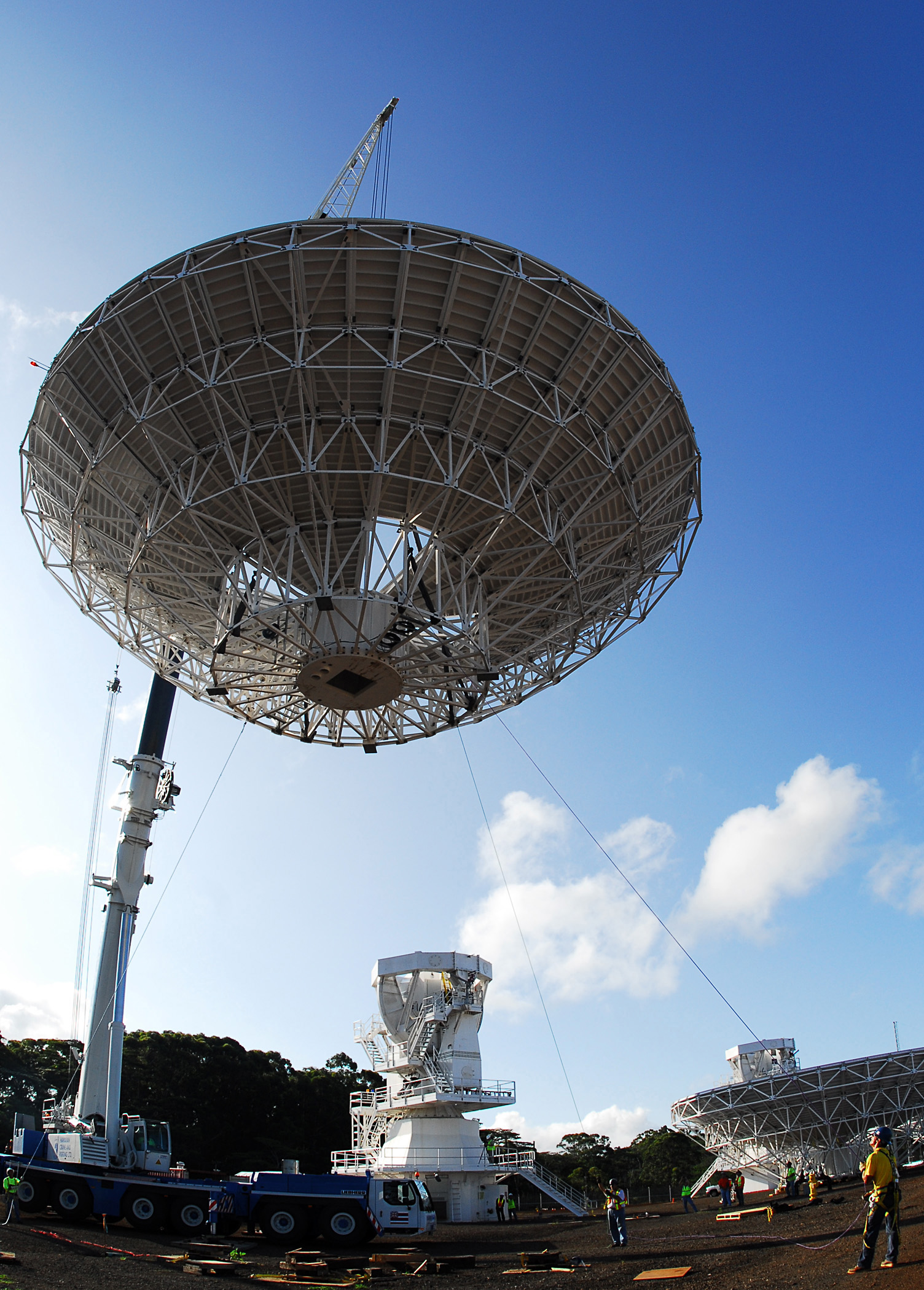
在夏威夷州安装的MUOS卫星天线

移动用户目标系统（MUOS）是一个特高頻（UHF，300 MHz到3 GHz频段）通信卫星系统，主要为美国国防部提供服务。国际盟友的使用正在考量。MUOS将在传统超高频后继（UFO）系统达到使用寿命前取代该系统，为用户提供新的功能和增强的移动性、接入、容量和服务质量。它主要针对移动用户（例如空中和海上平台、地面车辆和步兵），MUOS将用户的语音、数据和视频通信延伸到视线之外。
MUOS是一组地球同步卫星，为美国提供全球通訊衛星（SATCOM）窄带连接，可达数据速率最高为384kbit/s。该计划预计以73.4亿美元的成本交付五颗卫星、四个地面站和一个地面传输网络。

### WCDMA系统
MUOS运营有一个全球蜂窝服务，以支持士兵使用现代的类移动电话功能，诸如多媒体服务。它将商用的第三代（3G）通用移动通讯（WCDMA）蜂窝电话系统转换为使用地球同步卫星代替行動通信基地臺的一个军用UHF卫星通信无线电系统。在UHF频带中工作比使用常规地面蜂窝网络的频带更低，有助MUOS为作战人员在不利环境中进行战术交流，例如森林茂密的地区，高频信号将被森林冠层衰减到无法接受。MUOS星座由四颗运行卫星和一颗在轨备用卫星组成。MUOS将为军用点对点和网状通信用户提供语音、数据、视频或者全球范围内语音和数据服务混合的优先和先占式访问。用户可以于现场在几秒钟之内按需建立连接，然后轻松释放，为其他用户腾出资源。如需与传统的军事通信方式保持一致，也可以使用MUOS的地面网络管理中心，按照预定时间表建立预先规划的网络。

### 传统有效载荷
除了蜂窝MUOS WCDMA有效载荷之外，每颗卫星还包含一个功能齐全且独立的UFO传统有效载荷。传统有效载荷延长了传统UHF卫星通信终端的使用寿命，并助其平滑过渡到MUOS。

## 发射
在数次因天气延误后，首颗MUOS卫星MUOS-1于2012年2月24日以擎天神5號運載火箭的551配置成功发射升空。
MUOS-2于2013年7月19日13:00（UTC时间）以阿特拉斯V 551（AV-040）按计划发射。
MUOS-3于2014年12月19日封装到有效载荷整流罩，为2015年1月20日在佛罗里达州卡纳维拉尔角空军基地以联合发射联盟（ULA）阿特拉斯V火箭发射铺平了道路。
MUOS-4于2015年7月31日抵达卡纳维拉尔角因天气原因，原定于2015年8月31日10:07（UTC时间）的发射被推迟。最终于2015年9月2日10:18（UTC时间）发射。
MUOS-5于2016年3月9日抵达卡纳维拉尔角。原定于2016年5月5日发射，但由于3月22日天鹅座OA-6发射期间对Atlas VAtlas V燃料系统问题进行的内部调查而被推迟。发射时间为2016年6月24日14:30（UTC时间）。然而，几天后卫星上出现“异常”，当它还处在地球同步轉移軌道（GTO）时，它被“重新配置到安全的中间轨道”或滞留在GTO。业余观察员观察到其自2016年7月3日起一直在一个约15240x35700 km的轨道上。2016年11月3日，海军宣布卫星最终抵达运行轨道。

## MUOS运行位置
四颗运行中的MUOS卫星驻扎在东经177° W (MUOS 1)；100° W (MUOS 2)；15.5° W (MUOS 3)；75° E (MUOS 4)。MUOS 5预定位于东经72° E。它们保持5°的轨道倾角。在发射后的头几个月内，卫星暂时停留于东经172度。

## MUOS地面站

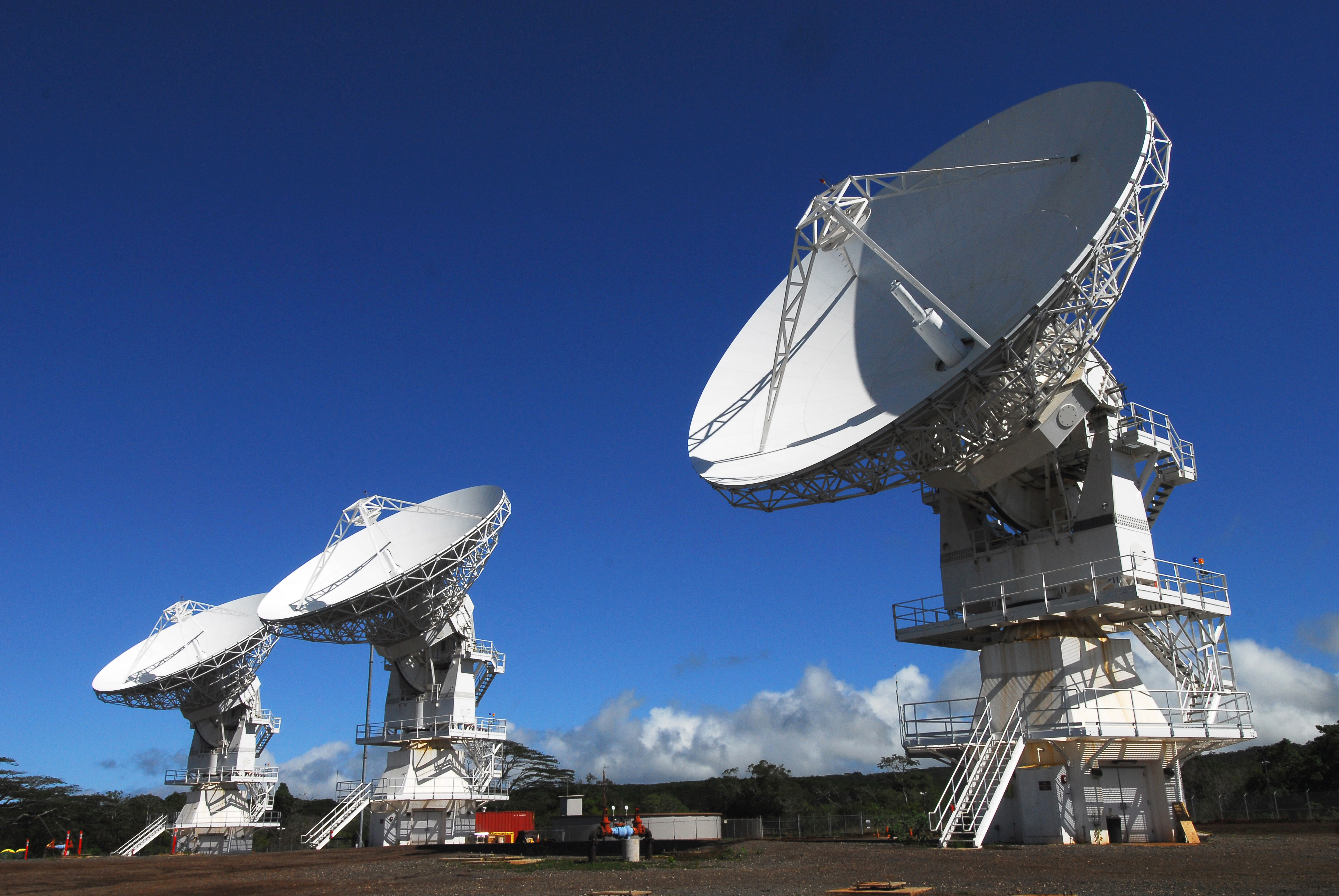
在夏威夷州瓦希阿瓦的MUOS地面站

MUOS将包含四个地面站设施。美国海军与澳大利亚国防部签署了一份协议备忘录（MOA），于2007年完成了选址。这四个地面站将分别服务一个运行中的MUOS活动卫星，它们分别位于：傑拉爾頓以东约30公里Kojarena的澳大利亚国防卫星通信站；距意大利西西里岛西哥奈拉基地约60公里的尼谢米海军无线电发射设施（NRTF）；切萨皮克西北、弗吉尼亚东南的海军通信卫星设施，36.564393,-76.270477；以及夏威夷海军计算机与电信区主控站。

### 争议
意大利地面站的建设在2013年接近一半时由于抗议者担忧无线电波的健康风险和环境破坏而停止。一项科学研究指出，此项目会给人类和环境带来严重风险，应阻止在人口密集地区如尼谢米镇附近的建设。在全部四个地面站完成并交给海军前，这个系统不被认为是充分运行的。其他地面站于2012年和2013年交付。
尽管存在争议，但在尼谢米的建设因预期的MUOS-4发射而完工。

## 无线电终端
具有完全红黑运作能力的MUOS Waveform于2012年发布。在2011年联合战术无线电系统（JTRS）计划取消前，JTRS计划提供采用一系列波形系数模型，能与MUOS WCDMA波形通信的美国国防部终端。多个非计划的记录终端也已开发了MUOS波形功能，如罗克韦尔柯林斯 AN/ARC-210机载终端和Harris Corporation AN/PRC-117G单兵装备。